# Гапкин
Гапкин — хутор в Константиновском районе Ростовской области.
Административный центр Гапкинского сельского поселения Ростовской области.

## География
Расположен на правом берегу реки Кагальник.

### Улицы
| - Виноградная - Вишневая - Восточная - Дружбы - Западная - Зелёная | - Крайняя - Мира - Молодёжная - Парковая - Советская - Солнечная | - Спортивная - Тихая - Цветочная - Центральная - Школьная - Южная |

## История

### XIX век
Хутор Гапкин основан, приблизительно, в середине XIX века. Входил в юрт станицы Николаевская 1-го Донского округа Области Войска Донского. Когда-то, по преданию, на этом месте у реки Кагальник, стояло несколько саманных домиков, да «Шинок», который держала бабка Гапка, а по другую сторону от реки жил дед Савелий. Вот, говорят, отсюда и назвали два разраставшихся хуторка именами авторитетных жителей Гапки и Савелия.
В 1885 году в хуторе была открыта деревянная Михайло-Архангельская церковь с колокольней, без ограды. С 1901 года в ней начала работать церковно-приходская школа. До революции, местные крестьяне-казаки имели свои наделы земли. Землю давали только мужчинам. Работали по несколько семей вместе. Основными орудиями труда были — плуг конный, катки каменные, борона. Сеяли и косили все вручную. Со временем у зажиточных хуторян стали появляться жатки, конные грабли, конные молотилки.

### XX век
Большие изменения в жизнь хуторян внесла Первая мировая война. Много казаков ушли на фронт. Земля стала меньше засеваться и пустеть. К 1916 году снизилось производство зерновых, трудно было купить даже товары первой необходимости, надвигался голод.
1917 год и Гражданская война внесли свои коррективы в жизнь хуторов и судьбы их жителей. Они имели особо тяжелые последствия на Дону, который являлся все три года «ареной кровавых событий». Опустели хутора, казачество ощущало себя побежденным, и насторожено ожидало изменений политики Советской власти. А политика была противоречивой и непонятной для казаков. В 1920 году была упразднена Донская советская республика, а территория Донской области значительно сокращена, её земли отошли к Царицынской губернии и к Донецкой губернии. Гражданская война обернулась Донской земле гибелью десятков тысяч людей и иммиграцией казаков. Недоверие большевистских вождей к крестьянству привели на рубеже 1920—1930 годов к сплошному насильственному объединению единоличных хозяйств в колхозы. Казаков не желавших вступать в колхозы «раскулачивали» и отправляли в ссылку. В 1929 году, в газете «Правда» была опубликована статья Сталина о коренном переломе в развитии нашего земледелия от мелкого и отсталого индивидуального хозяйства к крупному передовому коллективному земледелию, к совместной обработке земли, к машинотракторным станциям, к артелям, колхозам, опирающимся на новую технику. Затронула коллективизация и хутор, который после гражданской войны стал центром сельсовета Шахтинского округа Северо-Кавказского края. К 1926 году в нём числилось 400 дворов, начальная школа, библиотека, 2 мелких промышленных предприятия, 160 колодцев и 2 мельницы. Первый колхоз назывался «Волна Революции», а председателем был Яков Сергеевич Хохлачев, агротехником — Юкин Трофим Павлович, счетоводом — Кожанов Роман Павлович, огородником — Кожанов Иван Павлович. Трудными были первые годы, не верили хуторяне в возможности коллективного хозяйства. Но к 1929 году единоличников уже не было. 1933 год был особенно тяжелым — был голод. Хуторяне с трудом дожили до нового урожая. Но колхоз «Волна Революции» с каждым годом все крепчал и расширялся. С 1935 по 1942 год председателем колхоза был Пахом Агапович Тимофеев, его потомки по сей день живут в родном Гапкине. За выполнение государственных планов «Волна Революции» завоевала первое место в районе, о чём свидетельствует переходящее Красное Знамя Николаевского райкома партии. Ударно работали доярки: К. И. Ромащенко, А. И. Харчевникова, П. М. Донецкова. Свинарки: А. Н. Гнутова, В. М. Назарова, М. И. Власова. Первую продукцию выдал свой кирпичный завод, возглавляемый мастером А. М. Антошкиным. Старый казачий хутор преображался.
1941 год. Снова война, почти все мужчины ушли на фронт. На территории района действовал партизанский отряд, в который входило и местное районное руководство. Пахом Агапович Тимофеев тоже был в этом отряде и в 1942 году он был арестован и расстрелян немцами. В январе 1943 года наши войска освободили хутора: Савельев, Гапкин, Калинин, Лисичкин и другие. Многие не вернулись с этой воны: погибли, пропали без вести. Среди них: А. А. Иванов, А. Авдеев, Кузьменко П. Ф., Саплинов И. и многие другие хуторяне.
С 1946 по 1951 год колхоз возглавлял Третьяк Тихон Иванович.
К 1950 году Гапкин входил в качестве центра сельсовета в Николаевский район Ростовской области и к нему относились хутора: Савельев, Лисичкин и ферма № 5. А с 1952 года к ним добавили хутора: Новая-Жизнь, Суворов и Белянский.
В ноябре 1954 года, с упразднением Николаевского района, Гапкин был передан в состав Константиновского района, где и ныне является центром сельской администрации.
1950—1958 — объединение колхозов близлежащих хуторов в колхоз «Советская Россия». И с 1958 по 1964 год председателем колхоза был Прокофий Савельевич Солодовников.
В 1960 году в хуторе Гапкин был построен сельский дом культуры.
Передовая доярка Александра Ивановна Харченко в 1966 году была награждена Орденом Трудового Красного Знамени, в 1971 году получила Золотую Звезду Героя Социалистического труда и Орден Ленина, а в 1975 году ей было присвоено звание «Заслуженный колхозник».
В 1969 году от колхоза «Советская Россия» в Москву, на III съезд депутатов, была направлена лучшая трактористка Кожанова Людмила Петровна.
С 1964 года колхоз недолго возглавлял Григоров Сергей Максимович и затем с 1974 до 1992 года председателем колхоза был Дементьев Николай Васильевич. В 1993—1998 годах колхоз возглавлял Кундрюков Владимир Дмитриевич. С 1998 года председатель колхоза — Костромин Александр Петрович. А затем, колхоз преобразовался в СПК Гапкинское и руководит им Бодряков Николай Анатольевич.

## Население
| 2010 |
| ---- |
| 968  |

## Экономика
- ТОО «Большевик» (молочная, сельскохозяйственная, плодоовощная продукции; производство, продажа)[3]
- КФХ «Ромашка» (Крестьянское фермерское хозяйство «Ромашка»)
- КХ «Калининское» (Крестьянское (фермерское) хозяйство «Калининское»)
- ООО «Союз-Агро» (Общество с ограниченной ответственностью «Союз-Агро»)
- ООО «Южное» (Общество с ограниченной ответственностью «Южное»)
- СПК «Гапкинский» (Сельскохозяйственный производственный кооператив «Гапкинский»)

## Инфраструктура
1 сентября 2001 года в хуторе Гапкин была открыта новая школа — МБОУ «Гапкинская средняя общеобразовательная школа».. В 2006 году Гапкинская школа приняла участие в конкурсе на соискание президентского грант проекта «Образование» и выиграла один миллион рублей.
В 2008 году 30 ноября был открыт новый детский сад «Сказка» (на 65 мест).
Имеются Дом Культуры (Гапкинский СДК, Гапкинский сельский дом культуры, муниципальное учреждение), а также библиотека (МУК ГЦБ ГСП, Муниципальное учреждение культуры «Гапкинская центральная библиотека Гапкинского сельского поселения»).

## Достопримечательности
Двухфигурный памятник советским воинам из алюминия в виде скульптуры высотой 4,5 метра. Первый солдат в каске, с плащ-палаткой за плечами, в поднятой правой руке автомат, левая рука опущена. Второй солдат в пилотке держит обеими руками винтовку штыком вверх. На постаменте закреплены цифры из алюминия «1941—1945». На братской могиле установлен «вечный огонь». С левой стороны памятника расположен постамент, на котором установлены мемориальные доски с насечкой имен погибших. В левом углу постамента расположен барельеф скорбящей матери с низко опущенной головой. Постамент с мемориальными досками погибшим воинам был поставлен в 1972 году. Памятник советским воинам был поставлен в 1991 году. В братской могиле покоится прах 352 воинов.